# Pelecocera lusitanica
Pelecocera lusitanica es una especie de sírfido. Se distribuyen por Europa.